# Swertia jiendeensis
Swertia jiendeensis är en gentianaväxtart som beskrevs av Y.Y. Fang. Swertia jiendeensis ingår i släktet Swertia och familjen gentianaväxter. Inga underarter finns listade i Catalogue of Life.